# Valentine Willaert-Fontan
Valentine Willaert-Fontan (Magnan (Fr.), 1882 - Gent, 1939) was een Frans-Belgisch kunstschilderes.

## Levensloop
Valentine Fontan heeft gestudeerd aan "La Grande Chaumière" in Parijs (een vrije academie) en aan de academie in Dendermonde. In 1908 huwde ze de  Gentse kunstschilder Ferdinand Willaert (1861-1938).
Ze schilderde stillevens, bloemen, interieurs, portretten, taferelen met figuren (zoals Na het huwelijksmaal. Zeeland).
Het echtpaar woonde in de Drabstraat 7 in Gent.
Ze nam deel aan de driejaarlijkse salons in Gent en aan salons in Parijs.
Ze was lid van het Nationaal Verbond van kunstschilders en beeldhouwers van België.